# Jimmie Lunceford
James Melvin dit Jimmie Lunceford (né à Fulton dans le Missouri le 6 juin 1902 et mort à Seaside dans l'Oregon le 12 juillet 1947) est un chef d'orchestre et saxophoniste américain de jazz.

## Biographie
Il étudie la musique avec le père de Paul Whiteman à la High School de Denver dans le Colorado. Il joue du saxophone alto dans l'orchestre de Georges Morrison en 1922. Un diplôme de Bachelor of Music en poche obtenu en 1926 à l'université Fisk et au City College of New York il se produit à New York avec Elmer Snowden et Deacon Johnson. Avec les élèves auxquels il enseigne la musique à la Manassas High School de Memphis, il forme un big band en 1926 : les Chickazaw Syncopators ; augmentés de Willie Smith, Edwin Wilcox et Henry Wells, ils participent aux émissions de radio de WREC de Memphis et se produisent à Cleveland et Buffalo pendant plusieurs années;
Toute première séance d'enregistrement chez RCA Victor en 1930, sa popularité grandit en 1933 avec des titres comme « Jazznocracy », « Leaving me », puis l'année suivante en 1934, période où il remplace Cab Calloway au Cotton Club, l'orchestre opère un grand bond en avant avec l'arrivée de celui qui durant près de six ans en sera l'âme et la cheville ouvrière, l'auteur, trompettiste et arrangeur Sy Oliver.
Après avoir été à son début sous l'influence de Alphonse Trent et du Casa Loma Orchestra, l'orchestre deviendra, par la qualité de ses orchestrations, son style reconnaissable entre tous fondé sur ce tempo médium-lent à 2 temps — au lieu de quatre — au swing irrésistible (ce que d'aucuns appelleront le tempo Lunceford) et le talent de ses solistes, le trompettiste Snooky Young, le saxophoniste ténor Joe Thomas, le contrebassiste Moses Allen, le trompettiste Paul Webster, le tromboniste Trummy Young, le grand rival des orchestres de Duke Ellington et de Count Basie pendant une décennie. Sa devise était le titre de son premier grand succès : « Rhythm is our business ». 
En 1937, il fait une tournée dans les pays scandinaves. Les arrangements deviennent plus ciselés sous la main de Eddie Durham et Eddie Wilcox (« Baby won't you please come home  »), les sections trompettes - anches, au lieu de s'opposer, s'inscrivent dans un dialogue subtil chant contre-chant auquel s'associait parfois un trio vocal composé de Sy Oliver, Willie Smith et Al Norris et complété par de larges glissandos des trombones, le tout emmené par les toms et cymbales du batteur Jimmy Crawford.
Certes, en 1939, le départ de Sy Oliver laisse un grand vide, mais l'arrivée du trompettiste et arrangeur Gerald Wilson conserve le navire à flot, tant et si bien qu'en 1941 sort un titre qui remet l'orchestre sur le devant de la scène :  Blues in the night, une longue pièce en deux parties enregistrée chez Decca le 22 décembre. Ce sera le dernier grand succès de l'orchestre.
En 1942, le départ de Willie Smith,  dont les brillants solis à la sonorité ronde et suave ont constitué l'un des piliers de l'orchestre, amène Jimmie à le remplacer dans la section des anches.
Mais le charme s'estompe, et à la reprise des "records" en février 1944, le public n'est plus au rendez-vous. Jimmie Lunceford s'éteint brutalement en juillet 1947, à la suite d'un arrêt cardiaque au cours d'une séance d'autographes.

## Titres
- Jazznocracy (1934)
- Rose Room (1934)
- Runnin' wild (1935)
- Four or five times  (1935)
- My blue heaven (1935)
- Organ grinders' swing (1936)
- For dancers only (1937)
- Hell's bell (1937)
- Margie (1938)
- Tain't what you do (1939)
- White Heat (1939)
- Lunceford Special (1939)
- Yard Dog mazurka (1941)
- Blues in the night (1941)

## Discographie
- Jimmy Lunceford vol.1 the chronological 1930-34 Classics 501.
- Jimmy Lunceford vol.2 the chronological 1934-35 Classics 505.
- Jimmy Lunceford vol.3 the chronological 1935-37 Classics 510.
- Jimmy Lunceford vol.4 the chronological 1937-39 Classics 520.
- Jimmy Lunceford vol.5 the chronological   1939  Classics 532.
- Jimmy Lunceford vol.6 the chronological 1939-40 Classics 565.
- Jimmy Lunceford vol.7 the chronological 1940-41 Classics 622.
- Jimmy Lunceford vol.8 the chronological 1941-45 Classics 862.

### Filmographie
- Jimmie Lunceford and his dance Orchestra (Vitaphone Short 1936)
- Blues in the Night (Warner Bros 1941)

### Sources
- André Clergeat et Philippe Carles, Dictionnaire du jazz, Paris, Robert Laffont, coll. « Bouquins », 1988, p. 622-623  (ISBN 2-221-04516-5)
- The new Grove dictionary of jazz, Oxford University Press